# Ryan Hanson Bradford
Ryan Hanson Bradford (* 11. April 1995 in Atlanta, Georgia) ist ein US-amerikanischer Schauspieler, der sporadisch auch als Synchronsprecher zum Einsatz kommt. Er ist zudem auch unter sämtlichen Ableitungen seines Namens als Ryan Bradford, Ryan Hanson oder Ryan Bradford Hanson bekannt.

## Leben
Seine erste Rolle hatte der im Jahre 1995 in Atlanta, der Hauptstadt des US-amerikanischen Bundesstaates Georgia, geborene Ryan Hanson Bradford im Jahre 2003 in der allerersten Episode der Fernsehserie Carnivàle, als er eine jüngere Version des Hauptcharakters Ben Hawkins, der als Erwachsener von Nick Stahl gemimt wird, spielte. Im gleichen Jahr folgte ein weiteres Engagement für eine Folge der nur kurzlebigen Serie Married to the Kellys, wo er eine jüngere Version des Hauptcharakters Tom Wagner (Breckin Meyer) mimte. Weitere Einsätze folgten für den aufstrebenden jungen Schauspieler im Jahre 2004, als er in jeweils einer Folge von The Tonight Show mit Jay Leno und Charmed – Zauberhafte Hexen eingesetzt wurde. 2005 gab er sein Debüt als Synchronsprecher, als er im animierten Film Stuart Little 3: Call of the Wild zahlreich verschiedene Kinderstimmen sprach. Kurz darauf kam er im Jahre 2006 zu einer wiederkehrenden Rolle in der Seifenoper Reich und Schön, in der er in drei verschiedenen Folgen den jungen Dominick „Nick“ Marone (Jack Wagner) darstellte. Dies war bereits die vierte namhafte Rolle, in der er eine jüngere Version eines anderen Darstellers spielte. Danach wurde es mehrere Jahre ruhig um den jungen Ryan Hanson Bradford, der sich in seiner Freizeit mit seiner E-Gitarre als Hobbymusiker versucht. Erst im Jahre 2010 kam er in einer namhaften Produktion zurück auf den Bildschirm. Dabei wurde er in einer kleinen und eher unwesentlichen Rolle in der erfolgreichen Fernsehserie Lost eingesetzt. Bis dato blieb das auch seine letzte namhafte Rolle.

## Filmografie
- 2003: Carnivàle (Fernsehserie, Episode 1x01 Welt aus Staub)
- 2003: Married to the Kellys (Fernsehserie, Episode 1x01)
- 2004: Charmed – Zauberhafte Hexen (Charmed, Fernsehserie, Episode 7x10 Ich sehe was, was du nicht siehst)
- 2005: Stuart Little 3 – Ruf der Wildnis (Stuart Little 3: Call of the Wild, Sprechrolle)
- 2006: Reich und Schön (The Bold and the Beautiful, Fernsehserie, 3 Episoden)
- 2010: Lost (Fernsehserie, Episode 6x15 Über das Meer)
- 2016: The Heist (Kurzfilm)
- 2017: Attack of the Killer Uggs (Kurzfilm)